# Peperomia trapezoidalis
Peperomia trapezoidalis är en pepparväxtart som beskrevs av Truman George Yuncker. Peperomia trapezoidalis ingår i släktet peperomior, och familjen pepparväxter. Inga underarter finns listade i Catalogue of Life.